# Rose McConnell Long

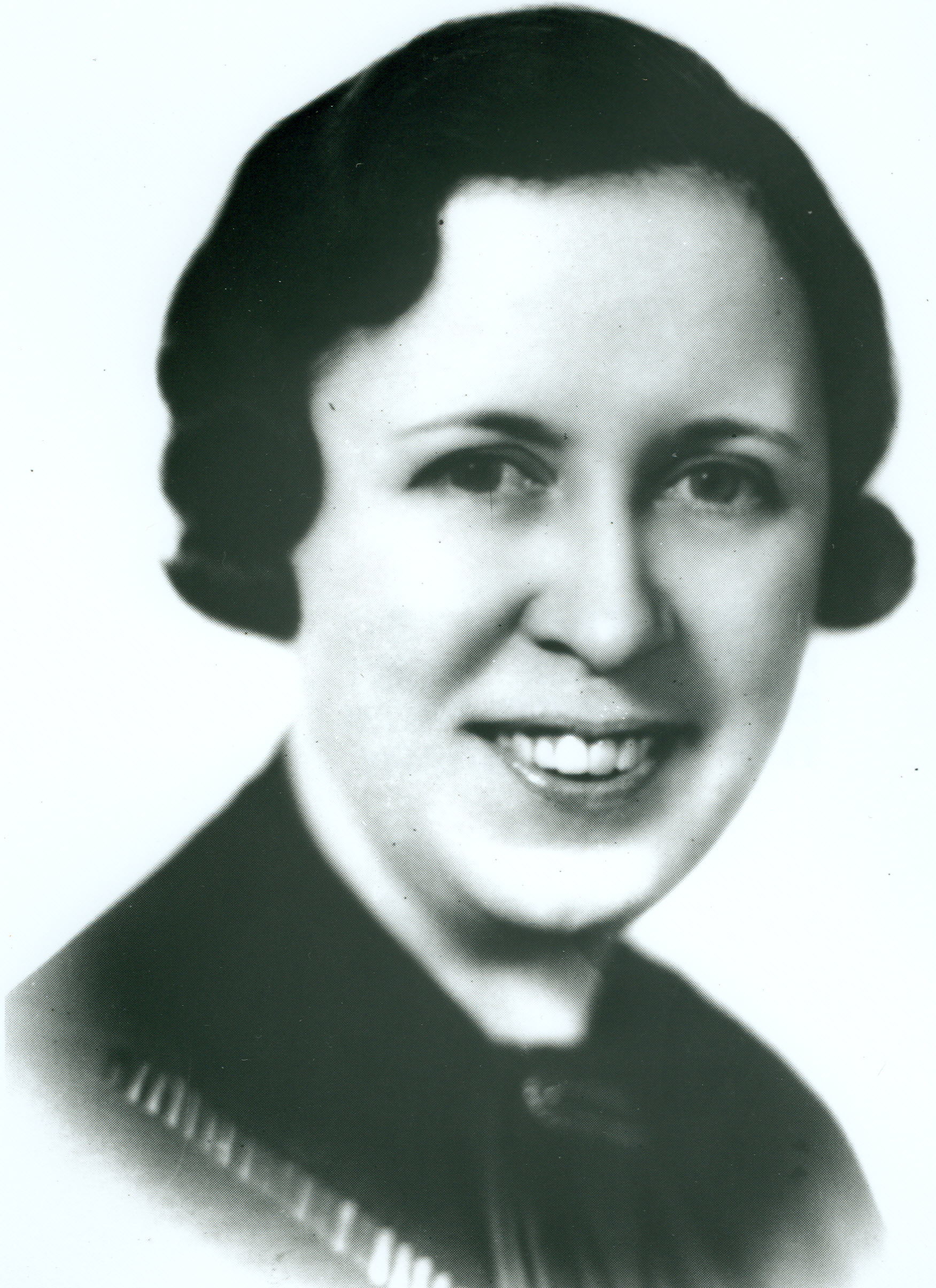
Rose McConnell Long

Rose McConnell Long (* 8. April 1892 in Greensburg, Indiana; † 27. Mai 1970 in Boulder, Colorado) war eine US-amerikanische Politikerin. Sie saß vom 31. Januar 1936 bis zum 2. Januar 1937 für die Demokratische Partei im US-Senat.
Rose McConnell wurde 1892 in Greensburg im Decatur County geboren. 1901 zog sie mit ihren Eltern nach Shreveport (Louisiana). Dort besuchte sie eine öffentliche Schule und war später als Stenographin tätig. 1913 heiratete sie Huey Pierce Long, den sie zuvor bei einem Backwettbewerb kennengelernt hatte. Gemeinsam hatten sie eine Tochter, Rose, und zwei Söhne, Russell und Palmer. Russell Long wurde später ebenfalls Politiker.
Nach der Ermordung ihres Ehemanns 1935 wurde sie als dessen Nachfolgerin im US-Senat vorgeschlagen. Sie gewann am 21. April 1936 die Sonderwahlen zur Neubesetzung des durch Longs Tod vakant gewordenen Senatssitzes. Jedoch lehnte sie es ab, für eine Wiederwahl zu kandidieren, und zog sich aus dem öffentlichen Leben nach Shreveport zurück.